# Unamen Shipu
Unamen Shipu (innu-aimun) eller La Romaine (franska) är ett reservat befolkat av innuer i provinsen Québec i Kanada. Det ligger i den östra delen av landet, 1 200 km öster om huvudstaden Ottawa. Omedelbart väster om reservatet ligger byn La Romaine.